# Patobiologia dell'aterosclerosi
La patobiologia dell'aterosclerosi ha come oggetto di interesse i fenomeni cellulari e biochimici che costituiscono la base biologica dell'aterosclerosi. La patobiologia rientra così nell'ambito della patogenesi, rispetto alla quale ha un campo di studio più circoscritto.
L'aterosclerosi è una malattia infiammatoria cronica della tonaca intima delle arterie; l'infiammazione rappresenta la risposta reattiva all'azione patogena protratta delle lipoproteine plasmatiche, con il concorso degli altri fattori di rischio cardiovascolare (CV). Alla patobiologia dell'aterosclerosi prendono parte le cellule della parete arteriosa (endotelio, cellule muscolari lisce, cellule dendritiche, mastociti), alcune cellule ematiche (monociti/macrofagi, linfociti, piastrine), proteine plasmatiche (lipoproteine, fattori della coagulazione), proteine tissutali (proteine della matrice extracellulare dell'intima, enzimi), fattori di crescita e mediatori dell'infiammazione (citochine, chemochine, radicali liberi).

## Spazio subendoteliale
Lo scenario in cui si svolgono gli eventi iniziali dell'aterogenesi è costituito dallo spazio subendoteliale, la sottile regione dell'intima compresa tra la membrana basale dell'endotelio e la lamina elastica interna.

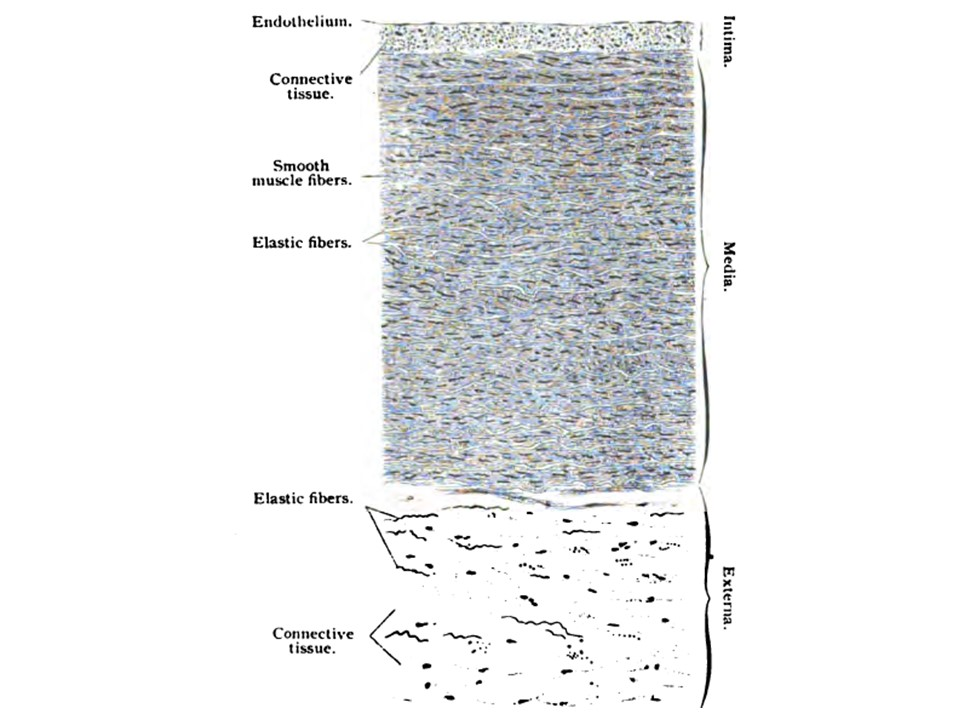
Struttura microscopica dell'aorta toracica. Da Stohr's Histology,1906.

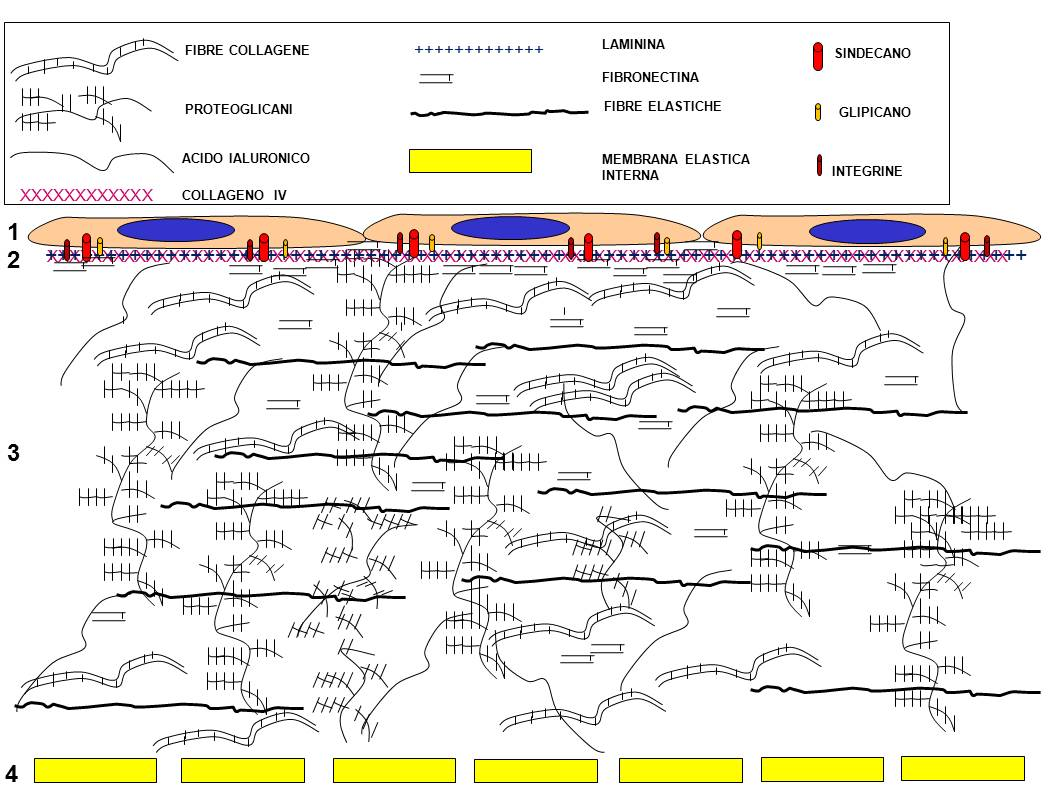
Schema della struttura dell'intima. 1 Endotelio. 2 Membrana basale. 3 Sottoendotelio. 4 Lamina elastica interna.

La tonaca intima, lo strato più interno della parete dei vasi sanguigni, è composta dall'endotelio, con la sua membrana basale, e dall'esile strato sottoendoteliale; la membrana elastica interna è una lamina fenestrata che separa l'intima dalla tonaca media. La lamina elastica interna costituisce una barriera passiva (meccanica) tra intima e media, ma esercita anche un effetto inibitorio sulla migrazione e sulla proliferazione delle cellule muscolari lisce della tonaca media. Il concetto di barriera attiva (biologica) vale a maggior ragione per l'endotelio che tappezza la superficie vasale, le cui cellule svolgono un gran numero di funzioni (vedi voce Endotelio).
Nello spazio subendoteliale sono presenti un certo numero di cellule muscolari lisce, mentre sono assenti fibroblasti, capillari e linfatici. A causa dell'assenza dei capillari, l'apporto di ossigeno all'intima (e alla parte più interna della media) può avvenire esclusivamente per diffusione dal lume; ciò implica che negli ispessimenti intimali si può determinare uno stato di relativa ipossia cellulare e una prevalenza del metabolismo anaerobio (glicolisi) nelle cellule intimali, cosicché il pH in queste aree tende ad abbassarsi.
Lo spazio subendoteliale è occupato dalla matrice (sostanza) extracellulare (ECM: extra-cellular matrix), un gel composto da fibre collagene ed elastiche, da glicosaminoglicani o GAGs (polisaccaridi solfatati o, nel solo caso dell'acido ialuronico, non solfatati), da proteoglicani (proteine + GAGs) e da glicoproteine (proteine + brevi oligosaccaridi), quali fibronectina, laminina, tenascina, vitronectina, fibulina e bone-related matrix molecules; i GAGs in passato erano chiamati mucopolisaccaridi.
Al microscopio elettronico la ECM appare costituita da un fitto reticolo formato dalle fibre collagene ed elastiche e dai microfilamenti delle glicoproteine. Nella ECM della parete arteriosa sono contenute anche sostanze provenienti dal sangue (piccole proteine, metaboliti, ormoni, enzimi plasmatici) ed enzimi elaborati dalle cellule dell'intima e della media (lipoproteinlipasi, sfingomielinasi, fosfolipasi  A2 secretorie e proteasi).

### Proteoglicani arteriosi
I proteoglicani sono formati da uno scheletro proteico al quale sono legate le catene polisaccaridiche dei GAG solfatati (condroitinsolfato, dermatansolfato ed eparansolfato). I proteoglicani contenuti nella parete arteriosa sono sintetizzati da endotelio, cellule muscolari lisce e macrofagi e possono essere distinti, a seconda della loro localizzazione, in: interstiziali (versicano, decorina e biglicano, contenenti rispettivamente condroitinsolfato, condroitinsolfato e dermatansolfato, dermatansolfato); pericellulari (perlecano, contenente eparansolfato); cellulari (sindecano e glipicano, contenenti eparansolfato); questi ultimi sono inseriti nella membrana plasmatica. L'esame immunoistochimico dimostra che l'intima umana normale è particolarmente ricca in versicano, che è sintetizzato principalmente da cellule muscolari lisce intimali.

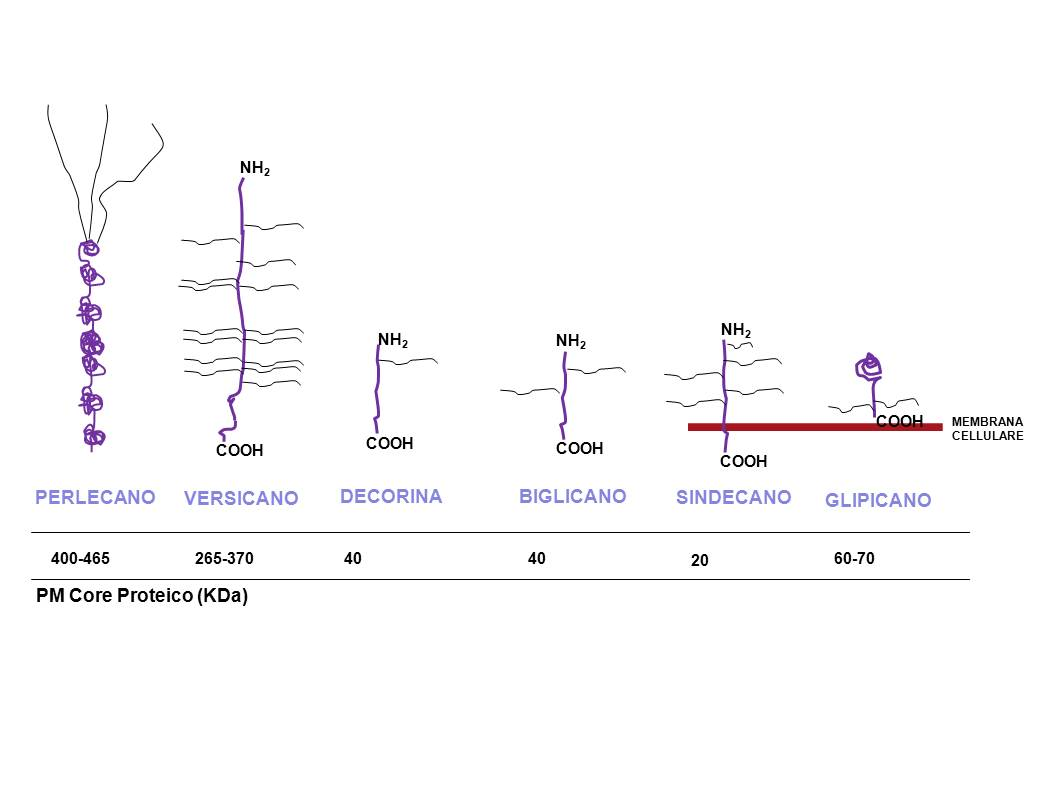
Principali proteoglicani del sottoendotelio.

Sebbene i proteoglicani rappresentino soltanto il 1-5 % del peso secco delle arterie, essi svolgono tuttavia funzioni essenziali di natura sia strutturale che biologica:
1) Nel caso delle funzioni strutturali, i proteoglicani si legano elettrostaticamente con gli altri componenti della ECM e ne organizzano e stabilizzano la struttura, poiché connettono tra loro acido ialuronico, proteine fibrose e glicoproteine filamentose. La grande molecola del versicano lega l'acido ialuronico e forma l'impalcatura di base della matrice ECM; le piccole molecole di decorina e biglicano modulano lo spessore delle fibre collagene; il perlecano pericellulare partecipa alla composizione della membrana basale. Grazie alle numerose cariche negative, i proteoglicani trattengono acqua e ioni così da generare, insieme all'acido ialuronico, un gel che riempie l'intero spazio subendoteliale, nel quale sono immerse le glicoproteine e le fibre collagene ed elastiche. Questo gel resiste alle forze compressive della pressione arteriosa e funziona da filtro per le molecole che diffondono dal sangue: con le macromolecole dell'ECM vengono infatti in contatto le lipoproteine plasmatiche che dal sangue penetrano nell'intima.
2) Le funzioni biologiche dei proteoglicani dipendono dal fatto che essi modulano alcuni processi cellulari (adesione, migrazione e proliferazione), sia interagendo direttamente con recettori cellulari (funzione di segnale), sia legando citochine e fattori di crescita (funzione di serbatoio): il versicano trattiene queste sostanze nella ECM, mentre il perlecano e i proteoglicani di membrana le concentrano nelle immediate vicinanze delle cellule. In seguito alla degradazione della matrice da parte delle metalloproteasi (MMP: matrix metalloproteinases), i proteoglicani (soprattutto biglicano e decorina) rilasciano le sostanze a sé legate e liberano propri frammenti peptidici capaci di avviare una reazione infiammatoria. Tali frammenti funzionano infatti come segnali di pericolo (DAMP: damage-associated molecular patterns) e attivano i recettori PRR (pathogen recognition receptors) esposti sulle cellule dell'immunità innata.
Nelle lesioni aterosclerotiche umane la quantità dei proteoglicani interstiziali aumenta (soprattutto versicano), mentre il contenuto in eparansolfato-proteoglicani diminuisce; inoltre le catene laterali dei condroitinsolfato-proteoglicani hanno una lunghezza maggiore della norma.

## Eventi iniziali dell'aterogenesi
L'aterosclerosi è causata dall'intervento combinato dei fattori di rischio CV con i fattori locali (vedi Aterosclerosi - Eziologia): le lesioni si sviluppano per effetto dell'azione dei primi sui tratti arteriosi predisposti (atherosclerosis-prone) a causa dello stress meccanico generato dalle condizioni emodinamiche locali. Le aree atherosclerosis-prone costituiscono quindi il terreno sensibile, dal punto di vista funzionale e strutturale, su cui agiscono i fattori di rischio CV. La predisposizione funzionale è rappresentata dall'assunzione del fenotipo attivato (proinfiammatorio) da parte delle cellule endoteliali, mentre la predisposizione strutturale è costituita dagli ispessimenti adattativi dell'intima.
Gli studi sperimentali hanno ampiamente documentato l'importanza dell'interazione tra fattori sistemici e fattori locali. Nei topi geneticamente predisposti all'aterosclerosi (topi ApoE-/- o LDL-R -/-) sottoposti a dieta aterogena, le lesioni aterosclerotiche si sviluppano dopo 2-3 mesi dall'inizio del regime alimentare. Quando però in questi topi si effettua una preliminare legatura parziale dell'arteria carotide comune, così da produrre un flusso localmente disturbato, le lesioni aterosclerotiche carotidee compaiono dopo sole due settimane dall'inizio della dieta.

### Stress emodinamici

#### Flusso arterioso
Nei tratti vasali rettilinei il flusso ematico ha carattere laminare: è cioè assimilabile a una serie di strati (lamine) di fluido paralleli all'asse longitudinale del vaso, la cui velocità, per effetto dell'attrito, diminuisce quanto più gli strati sono vicini alla parete; in tal modo il profilo della velocità del flusso mostra una configurazione parabolica (A nella figura), con il valore massimo al centro del vaso e il minimo in adiacenza della parete. Il flusso laminare può essere unidirezionale, quando mantiene una direzione costante, oppure oscillatorio, quando si alternano direzioni di flusso opposte.
Nei tratti a geometria complessa (es. curvature, biforcazioni, ramificazioni) lo stato laminare è sostituito da altre tipologie di flusso, nelle quali variano, sia nel tempo che nello spazio, la velocità e la direzione: flusso disturbato, in cui sono presenti locali inversioni di direzione, separazione di correnti di flusso e zone di ricircolo (vortici); flusso turbolento, in cui la velocità e la direzione variano continuamente; flusso complesso, in cui le caratteristiche del flusso sono difficili da determinare. La localizzazione delle lesioni aterosclerotiche è strettamente legata alla presenza di flusso disturbato o turbolento, mentre il flusso laminare unidirezionale esercita un'azione protettiva (vedi Aterosclerosi).

#### Forze emodinamiche

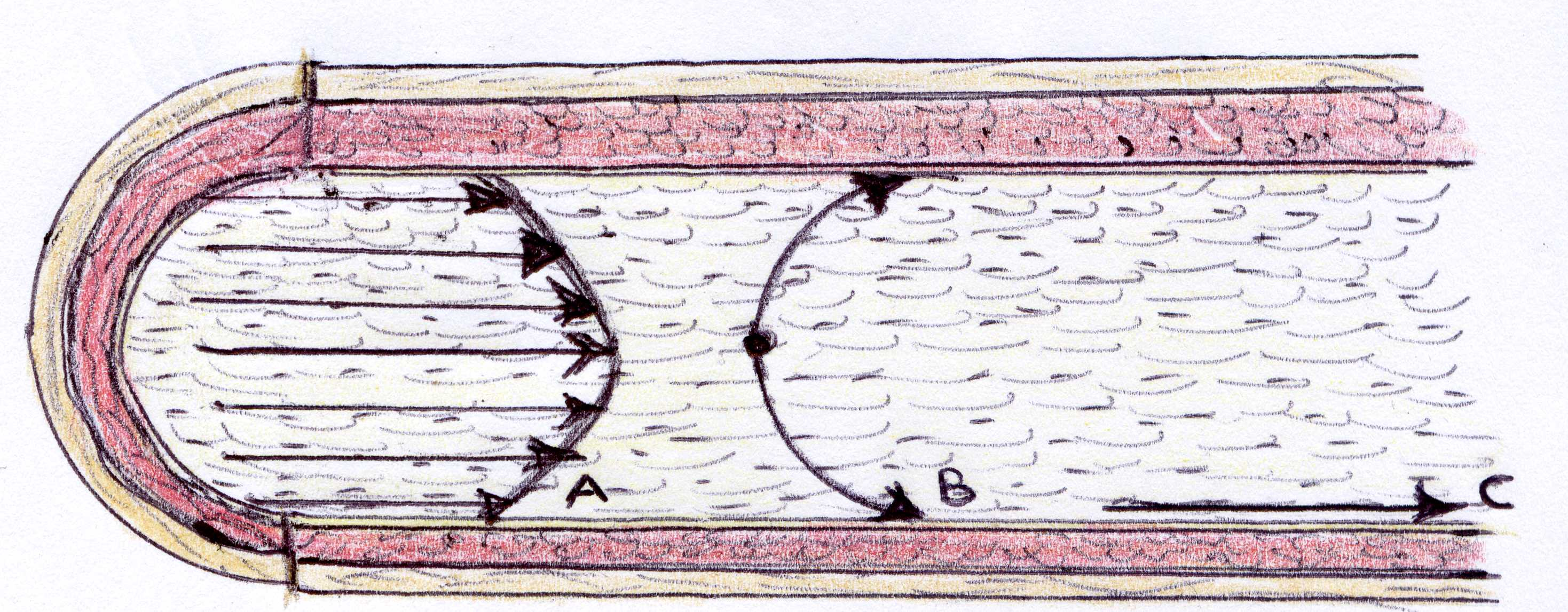
Flusso arterioso e stress emodinamici. A, profilo parabolico della velocità del flusso. B, stress circonferenziale. C, shear stress.

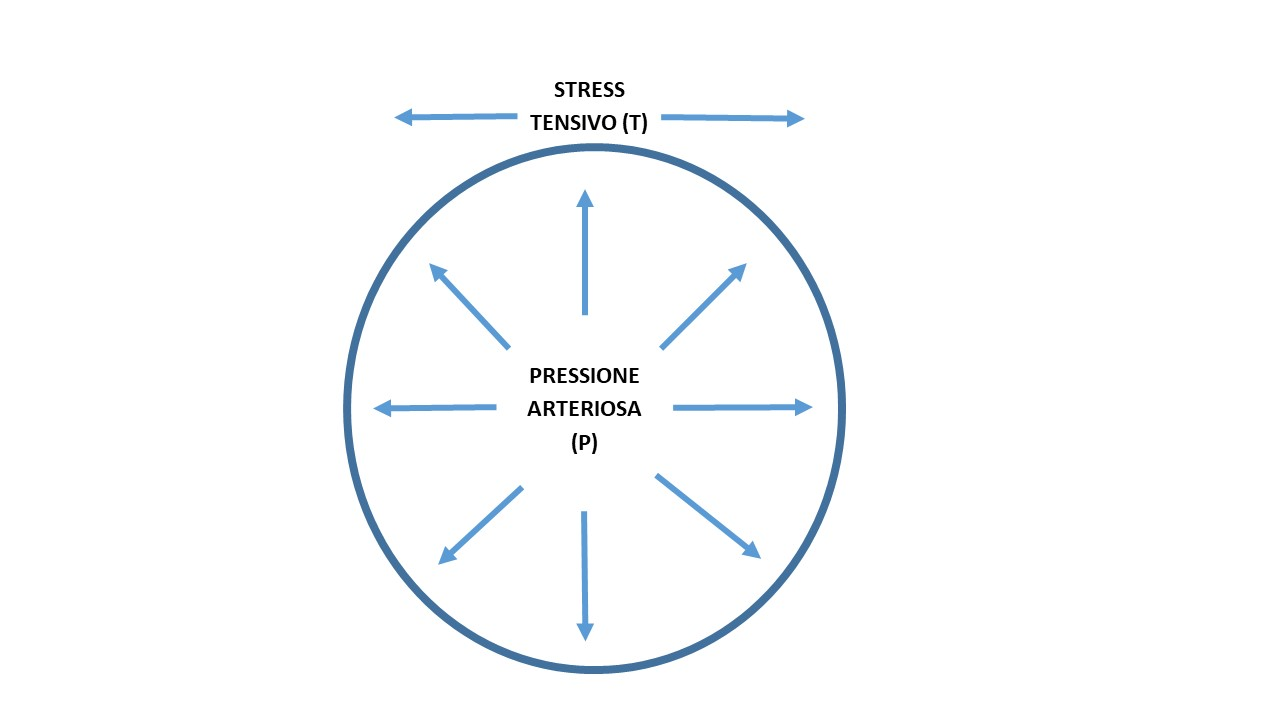
Direzione della forza idrostatica e dello stress tensivo nella parete arteriosa

La corrente ematica esercita sulla parete vasale due forze (F) emodinamiche principali aventi entrambe carattere pulsatorio (ciclico): attrito e pressione idrostatica. La forza di attrito ha direzione parallela alla superficie interna dell'arteria, mentre la pressione idrostatica (pressione arteriosa) ha direzione perpendicolare a detta superficie.
Queste forze danno luogo a due tipi di sforzi (F/Aarea): stress da attrito (shear stress o WSS: wall shear stress) e stress o tensione circonferenziale (stiramento della parete). Lo shear stress è uno sforzo parallelo all'asse longitudinale del vaso, è prodotto dall'attrito del flusso sull'intima e interessa esclusivamente le cellule endoteliali; lo shear stress arterioso fisiologico (10-70 dyn/cm2; valore medio 15-20 dyn/cm2) promuove la liberazione dall'endotelio di mediatori vasodilatatori, antitrombogeni e antiaterogeni (es. prostaciclina e ossido di azoto: NO) (vedi Endotelio).  Lo stress circonferenziale è lo sforzo tensivo prodotto dalla pressione idrostatica ematica (pressione arteriosa) e ha direzione parallela alla circonferenza del vaso, per cui interessa l'intera parete vasale: intima, media e avventizia e le cellule che le costituiscono, rispettivamente, endotelio, cellule muscolari lisce e fibroblasti. Lo stress circonferenziale aortico è circa centomila volte più grande dello shear stress (1-2 × 106 dyn/cm2) e può raggiungere un'intensità tale da provocare la rottura di una placca ateromatosa.

#### Flusso e aterosclerosi
Una gran mole di studi ha identificato negli stress emodinamici la relazione fisiopatologica tra flusso e lesioni aterosclerotiche.
Due sono le teorie più accreditate: nella "teoria del trasporto di massa" (Keller, 1969) si avanza l'ipotesi che il flusso disturbato prolunghi il tempo di contatto tra i costituenti del sangue (es. lipoproteine plasmatiche) e la parete arteriosa ed eserciti forze convettive che ne favoriscono la penetrazione nell'intima; nella "teoria dello stress emodinamico" l'anello di congiunzione tra alterazioni del flusso e aterogenesi è riconosciuto negli stress emodinamici: per Fry (1969) risultava dannoso lo shear stress troppo elevato, mentre per Caro (1969) il ruolo principale era del ridotto shear stress . Le teorie del trasporto di massa e dello stress emodinamico non sono mutualmente esclusive, ma verosimilmente agiscono sinergicamente.

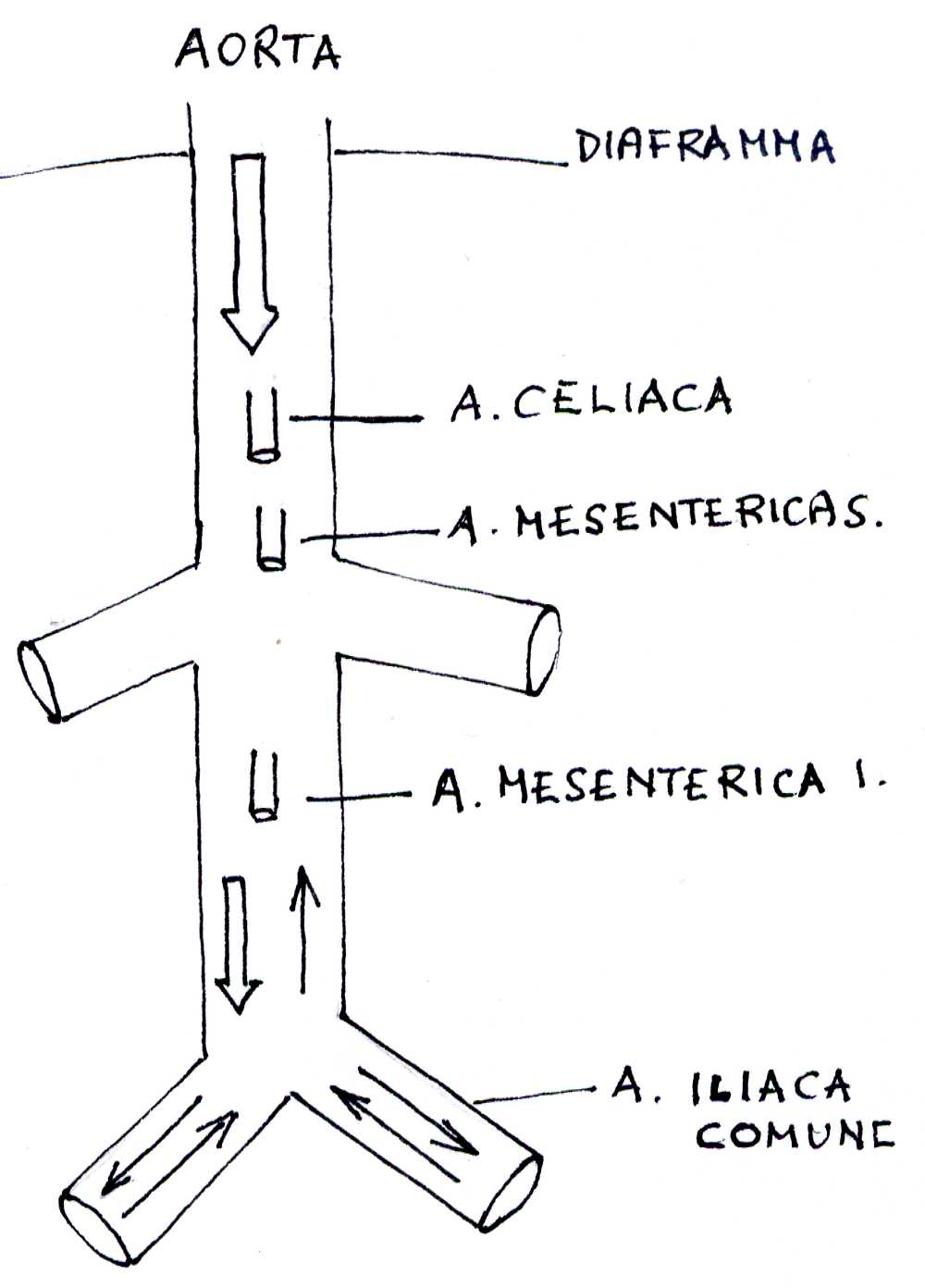
Flusso sanguigno nell'aorta addominale. Le frecce indicano la direzione del flusso.

A partire dagli anni 60, l'uso di modelli artificiali ha consentito di riprodurre sperimentalmente le condizioni emodinamiche locali. Due studi sono stati fondamentali: Caro (1971), dopo avere constatato che negli adulti l'aterosclerosi predilige la zona prossimale (il contorno superiore) agli orifici dei rami dell'aorta e tende a risparmiare quella distale (inferiore), ha dimostrato che le regioni risparmiate dalle lesioni erano esposte a uno shear stress più elevato; Ku (1985), utilizzando modelli della biforcazione carotidea, ha attestato l'importanza del flusso oscillatorio e ha proposto l'impiego del parametro OSI (Oscillatory Shear Index). Heather, partendo dalla considerazione che una frequenza cardiaca maggiore di 83 bpm (battiti per minuto) costituisce un fattore di rischio CV, ha dimostrato che l'aumento della frequenza del flusso pulsatile attiva in vitro geni proinfiammatori; la risposta è più marcata in caso di flusso pulsante oscillatorio ad alta frequenza.
Sulla base dei dati sperimentali e di quelli in vivo con metodiche Doppler, è risultato evidente che ai fini dell'aterogenesi hanno importanza: lo shear stress <4 dyn/cm2 (energia cinetica localmente ridotta), lo shear stress oscillatorio (rapide inversioni cicliche di flusso), lo stress circonferenziale elevato (pressione arteriosa elevata) e l'accentuazione del normale carattere pulsatorio del flusso: un'eccessiva variazione della differenza di pressione tra sistole e diastole ha un effetto pro-aterogeno. In questo senso acquista valore patogenetico la riduzione di elasticità delle arterie con l'invecchiamento, poiché essa accresce il picco sistolico e il gradiente di pressione tra sistole e diastole e favorisce l'inversione di flusso durante la diastole.
L'aterosclerosi si localizza di preferenza nel tratto infrarenale dell'aorta, dove il flusso è bidirezionale e lo shear stress è oscillatorio, mentre è meno colpito il tratto toracico, caratterizzato da un flusso unidirezionale (anterogrado). In effetti in condizioni di riposo nell'aorta infrarenale e nelle arterie femorali si osserva normalmente un'inversione del flusso nella fase iniziale della diastole: quando l'onda del flusso anterogrado incontra le resistenze delle arterie periferiche, si riflette all'indietro. In questo modo, durante l'intero ciclo cardiaco, si registra un flusso anterogrado in sistole, un flusso retrogrado all'inizio della diastole e un flusso anterogrado durante la parte restante della diastole. Durante l'esercizio fisico questo flusso retrogrado tende a scomparire a causa della dilatazione dei vasi arteriosi periferici; anche la velocità di flusso aumenta.

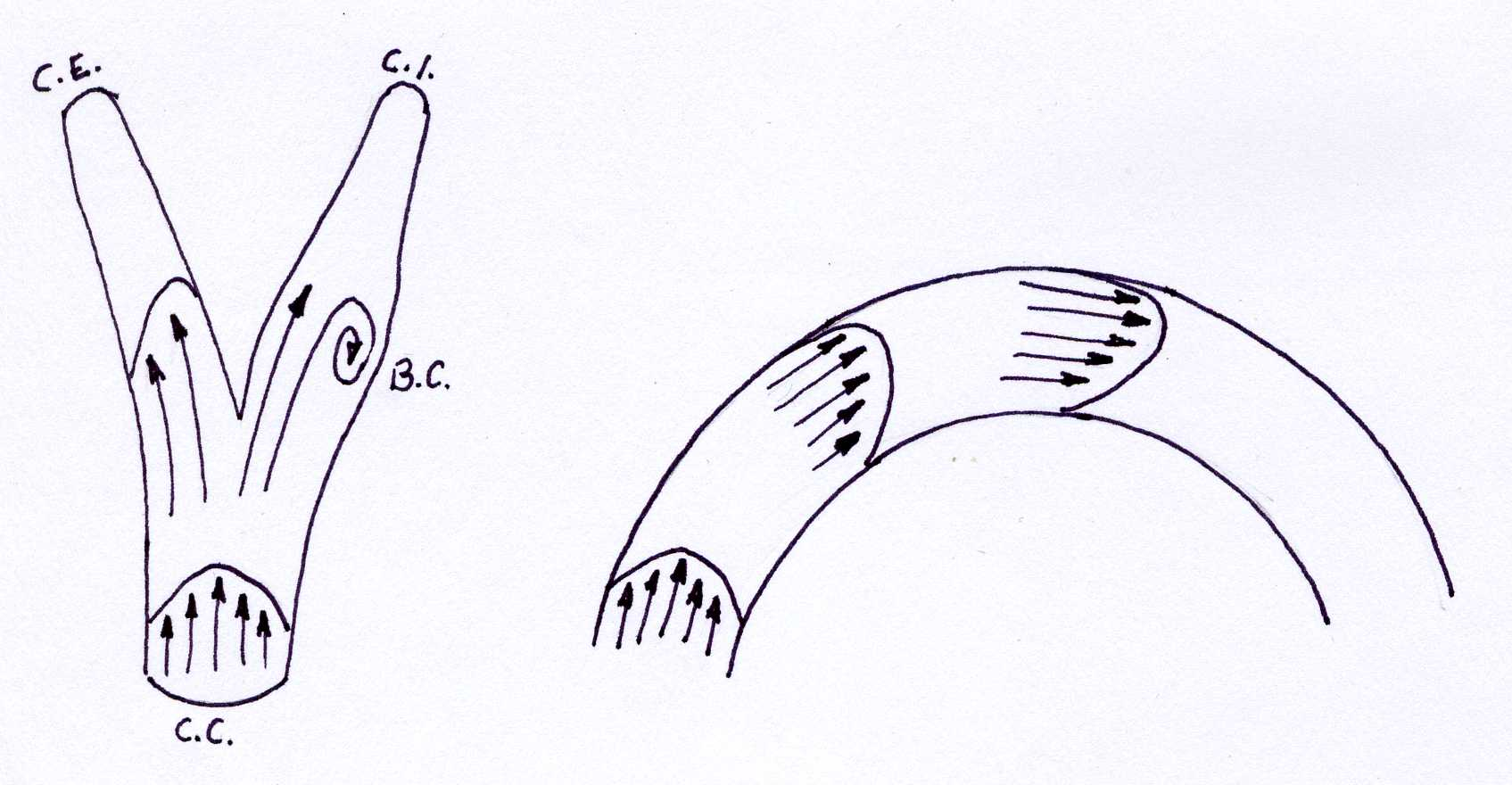
Flusso nelle carotidi e nelle curvature delle arterie. C.C. carotide comune; C.E. carotide esterna; C.I. carotide interna; B.C. bulbo carotideo.

Il segmento più gravemente colpito è la parete posteriore del tratto infrarenale dell'aorta. Tra la regione soprarenale dell'aorta e quella infrarenale esistono nell'uomo significative differenze nelle caratteristiche del flusso. Innanzitutto, nell'aorta soprarenale il flusso ha una portata maggiore ed è essenzialmente anterogrado (scarsa o assente inversione di flusso durante la diastole). La sottrazione di flusso ad opera dei principali rami aortici sottodiaframmatici anteriori, e soprattutto delle arterie renali, causa una riduzione della portata del flusso in corrispondenza della parete posteriore dell'aorta infrarenale. Ciò, insieme con la tendenza del diametro dell'aorta infrarenale ad aumentare con l'età, determina un'importante inversione di flusso in diastole. Alle caratteristiche generali del flusso infrarenale, si aggiunge la presenza della curvatura dell'aorta (leggermente convessa in avanti, secondo la curvatura del rachide, e obliqua da sinistra a destra nel portarsi nel piano mediano), per cui il flusso viene spinto dalla forza centrifuga verso la parete anteriore dell'aorta, cosicché la velocità del flusso in prossimità della parete posteriore risulta più bassa. Per queste ragioni le pareti posteriore e laterali dell'aorta infrarenale, dove la velocità del flusso è minore, corrispondono alle principali sedi di ispessimento intimale e di aterosclerosi.
Nella carotide interna, per effetto della bassa resistenza della circolazione cerebrale, il flusso si mantiene sempre anterogrado, sia in sistole che in diastole. Tuttavia in corrispondenza del tratto dilatato prossimale della carotide interna (bulbo carotideo) si crea una regione di separazione di flusso: lungo la parete laterale del bulbo carotideo il flusso diviene disturbato, con zone di ricircolo.

#### Stress emodinamici e disfunzione endoteliale
Le cellule endoteliali possiedono una serie di meccanocettori capaci di rilevare le variazioni di intensità, direzione e frequenza degli stress meccanici e di tradurre gli stimoli meccanici in segnali biochimici intracellulari che interagiscono con i fattori di trascrizione genica; di conseguenza questi stress modulano la funzione endoteliale e sono responsabili del tono e del rimodellamento vasale, il cui fine fisiologico è quello di mantenere gli stress nei limiti normali attraverso adattamenti del diametro vasale e dello spessore della parete.
Sono stati identificati diversi meccanorecettori: glicocalice, giunzioni aderenti intercellulari, giunzioni focali endotelio-ECM, caveole, cilia primarie, variazioni di fluidità della membrana cellulare (passaggio dallo stato fluido ordinato a quello fluido disordinato: vedi voce membrana cellulare) e una serie di recettori cellulari (recettori accoppiati a proteine G e recettori tirosin chinasici) che verrebbero attivati indipendentemente dal legame con il loro ligando specifico. Il flusso disturbato è anche in grado di modificare direttamente il DNA: Un campo di recentissime ricerche è quello dei microRNA (miRNA), RNA non codificanti che si legano all'RNA messaggero e ne inibiscono la traduzione o ne provocano la degradazione: nelle cellule endoteliali i miRNA regolano la migrazione, l'angiogenesi e l'infiammazione.
Gli studi in vitro su cellule endoteliali aortiche o venose, hanno confermato che gli stress meccanici sono in grado di modulare l'assemblaggio del citoscheletro e la morfologia cellulare, l'espressione genica e la funzione cellulare. Quando le cellule endoteliali sono esposte a un flusso laminare unidirezionale continuo per un numero adeguato di ore (10-24 h), esse assumono una forma allungata e si allineano secondo la direzione del flusso, presentano un citoscheletro ben organizzato, producono sostanze vasodilatatrici (PGI2 e NO) e sviluppano un fenotipo antinfiammatorio, antiossidativo e antiproliferativo. Al contrario se queste cellule sono soggette a ripetute inversioni della direzione del flusso, esse non si allineano, mostrano un citoscheletro disorganizzato, hanno un glicocalice meno spesso, vanno frequentemente incontro ad apoptosi e a mitosi, esprimono un fenotipo pro-infiammatorio e pro-ossidativo e sintetizzano nuova matrice subendoteliale. Simili risultati si hanno negli studi sugli animali.
Gli studi sugli animali hanno dimostrato che nei tratti arteriosi sottoposti a stress emodinamici è normalmente presente uno stato di infiammazione cronica a bassa intensità, in cui vi è attivazione endoteliale (con espressione di molecole adesive, citochine e chemochine) e modesta infiltrazione subendoteliale di macrofagi, linfociti T e cellule dendritiche. Questo stato infiammatorio cronico è autolimitante e non progredisce, a meno che non coesistano fattori di rischio CV.

#### Emodinamica ed effetti antiaterogeni dell'attività fisica
L'attività fisica regolare riduce il rischio di morte CV di oltre il 40%. Tale beneficio è legato in parte a effetti indiretti su altri fattori di rischio CV (peso corporeo, pressione arteriosa, resistenza insulinica, fumo), in parte a effetti diretti sul sistema cardio-circolatorio. Questi ultimi sono il prodotto degli stimoli emodinamici ripetitivi sulla parete arteriosa, in forma di shear stress e di pressione transmurale. Ne è indizio il miglioramento della vasodilatazione flusso-mediata indotto dall'esercizio fisico.

### Ispessimenti adattativi intimali
Gli stress emodinamici sono responsabili di disfunzione endoteliale (es. aumento della permeabilità) e alterazioni strutturali della parete, in particolare dell'ispessimento dell'intima (ispessimento adattativo intimale) che, pur essendo espressione del normale rimodellamento arterioso, viene considerato elemento determinante nello sviluppo dell'aterosclerosi umana.
Gli ispessimenti sono costituiti dalla iperplasia dei normali elementi della parete arteriosa (connettivo e cellule muscolari lisce) e rappresentano la risposta adattativa che tende a ridurre il diametro del vaso (per riportare lo shear stress entro valori fisiologici) e ad aumentare lo spessore e la resistenza della parete (per contrastare un eccessivo stress circonferenziale). La loro formazione è dovuta all'attivazione di una varietà di geni proaterogeni nelle cellule endoteliali, tra i quali quelli coinvolti nella sintesi delle selectine E e P, del fattore chemiotattico per i monociti (MCF-1) e del fattore di crescita piastrinico (PDGF). Quest'ultimo richiama nell'intima le cellule muscolari lisce della media, che sintetizzano nuova matrice extracellulare.
Gli ispessimenti fisiologici (privi di depositi lipidici) iniziano a formarsi durante la vita fetale sotto lo stimolo delle forze emodinamiche locali e alla nascita sono evidenti, sebbene con differenti gradi di sviluppo, in tutti i neonati, soprattutto nei punti di biforcazione delle arterie e degli osti dei loro rami. Lo studio di Stary su sezioni di aorta e coronarie di oltre 600 individui di età compresa da 0 a 39 anni, deceduti per cause accidentali, ha confermato l'esistenza di ispessimenti intimali fin dalla nascita e l'accumulo preferenziale di lipoproteine plasmatiche e macrofagi in queste sedi. In uno studio di Ikari, gli ispessimenti intimali delle coronarie erano rilevabili nel 33% dei feti di 8 mesi e nel 100% dei neonati di 3 mesi.
Nakashima ha effettuato un esame microscopico di preparati di coronarie di 38 bambini e giovani adulti giapponesi (7-49 anni) con normali valori di colesterolo totale e di trigliceridi, deceduti per cause non cardiache. L'obiettivo è stato l'individuazione degli eventi precoci dell'aterosclerosi, con particolare attenzione alla matrice extracellulare. Sono stati utilizzati anticorpi marcati per: lipoproteine plasmatiche (apo-B), lipidi ossidati (fosfatidilcolina ossidata), componenti della matrice extracellulare (biglicano, decorina ed elastina), cellule muscolari lisce (actina) e fattore chemiotattico per i monociti (MCP-1). I depositi extracellulari di lipoproteine sono stati rinvenuti principalmente nello strato profondo degli ispessimenti, tra le cellule muscolari lisce intimali e i proteoglicani, in coincidenza con la localizzazione della decorina e del biglicano. I macrofagi farebbero la loro comparsa in un secondo momento, sotto lo stimolo chemiotattico delle lipoproteine modificate e delle chemochine, per andare a localizzarsi soprattutto negli strati superficiali dell'intima, subito al di sopra dei pools lipidici, dove era concentrata la chemochina MCP-1. Questi eventi darebbero luogo alla formazione degli “ispessimenti intimali patologici” (PIT), da Virmani considerati la vera lesione iniziale dell'aterosclerosi.
I PIT si caratterizzano per i piccoli depositi lipidici ai confini con la tonaca media, per la perdita di cellule muscolari lisce per apoptosi e per la prevalenza di versicano, biglicano, decorina e acido ialuronico. La successiva infiltrazione dei macrofagi nella compagine dei PIT darebbe l'avvio alla progressione delle lesioni (fibroateroma). Secondo la convinzione di Virmani i PIT rappresenterebbero le strie lipidiche con tendenza alla progressione. In questo caso potrebbe essere proprio il fatto che i PIT sono poco visibili (perché localizzati profondamente nell'intima) a creare un'apparente discrepanza tra la localizzazione anatomica delle strie lipidiche e quella delle placche fibrose.(vedi Aterosclerosi - Anatomia microscopica).

### Ritenzione delle lipoproteine plasmatiche

#### Diffusione delle lipoproteine plasmatiche nell'intima
In condizioni fisiologiche le lipoproteine plasmatiche diffondono attraverso l'endotelio arterioso per la massima parte (90%) in corrispondenza delle giunzioni intercellulari “incontinenti” (leaky) tra le cellule endoteliali in mitosi o in degenerazione; solo una piccola percentuale (10%) si serve del trasporto tramite le vescicole delle cellule endoteliali (transcitosi) (vedi Endotelio - Permeabilità). Il loro passaggio attraverso le normali giunzioni intercellulari è invece pressoché nullo, a causa delle notevoli dimensioni della molecola di LDL (20-30 nm). I chilomicroni sono troppo grandi (>500 nm) per penetrare nell'intima e quindi non sono aterogeni; le particelle rimanenti o IDL (circa 100 nm) attraversano con difficoltà la barriera endoteliale, ma il fatto che esse contengano una quantità di colesterolo alcune decine di volte superiore alle LDL rende ragione della loro potenzialità aterogena.
Studiando la cinetica fisiologica del flusso delle LDL marcate con 125I o con tiramina-cellobiosa nella parete dell'aorta toracica di conigli, Carew ha accertato che circa il 75% delle LDL penetrate dal plasma nella parete lascia di nuovo il vaso per diffusione (verso il lume o verso i capillari della tonaca avventizia), mentre il 10% viene degradato nell'intima e il 15% nella media-avventizia. Nei tratti arteriosi athrosclerosis-prone la permeabilità alle macromolecole è superiore rispetto ai tratti atherosclerosis-resistant e ciò è stato messo in rapporto con il più elevato numero di mitosi, sebbene potrebbe avere una certa importanza anche la modulazione che il flusso esercita sulla sintesi delle molecole delle giunzioni intercellulari e sul glicocalice. Per la permeabilità delle VLDL vedi Zilversmit; per le cosiddette “small LDL”, altamente aterogene, vedi Rizzo.
In condizioni di ipercolesterolemia, la penetrazione delle LDL nell'intima aumenta ulteriormente, sia per effetto del gradiente di concentrazione plasma-intima, sia per la maggiore permeabilità dell'endotelio disfunzionale; anche il fumo aumenta la permeabilità per effetto della degenerazione delle cellule endoteliali. Tuttavia, l'accumulo delle LDL nell'intima non è dovuto tanto alla permeabilità endoteliale, quanto al loro legarsi alle proteine della matrice extracellulare, legame che intrappola LDL e ne prolunga il tempo di residenza in situ e, quindi, la possibilità di una loro alterazione chimico-fisica in senso pro-aterogeno.
Un'interessante ipotesi, basata sui dati immuno-istochimici, suggerisce la possibilità che l'ingresso delle LDL negli ispessimenti adattativi intimali avvenga di preferenza attraverso capillari neoformati dai vasa vasorum; per la discussione esaustiva delle teoria vedi Subbotin.

#### Interazione lipoproteine-matrice extracellulare
Tre elementi della ECM condizionano la ritenzione delle lipoproteine plasmatiche: 1) la composizione biochimica della matrice extracellulare, con le sue trasformazioni con l'età e con le condizioni predisponenti (atherosclerosis-prone areas e ispessimenti intimali): le molecole della matrice mostrano differenze a seconda che si tratti di lesioni avanzate, ispessimenti adattativi intimali (DIT: diffuse intimal thikening) o atherosclerosis-resistant areas; 2) la presenza di enzimi (lipasi e proteasi) nell'interstizio; 3) il pH dell'ambiente subendoteliale. Le variazioni delle dimensioni, del contenuto lipidico e del grado di ossidazione delle LDL  hanno influenza sul legame lipoproteine-proteoglicani. L'acidificazione dell'ambiente interstiziale, soprattutto in presenza di infiammazione, favorisce le modificazioni proaterogene delle LDL.

La ritenzione dei lipidi nell'intima inizia con l'interazione ionica tra le regioni cariche positivamente della componente proteica (Apo-B 100) delle lipoproteine plasmatiche con proteoglicani, fibronectina e collageno. I legami ionici si formano soprattutto tra apoB e i gruppi solfato dei condroitinsolfato-GAG interstiziali (versicano e biglicano). Il legame ai proteoglicani è favorito da alcuni enzimi presenti nella ECM: maggiormente studiate sono state le lipoproteinlipasi, le fosfolipasi A2 secretorie (sPLA2) e le sfingomielinasi. Le lipoproteinlipasi svolgono un'azione enzimatica di tipo idrolitico sulle lipoproteine, ma oltre a questa è stato dimostrato che esse sono capaci di legarsi ai GAG, per cui possono comportarsi da ponte tra la molecola lipoproteica e i proteoglicani, contribuendo al processo della ritenzione. Gli enzimi lipolitici da una parte aumentano l'affinità delle LDL per il legame con i proteoglicani, dall'altra favoriscono la formazione di aggregati lipoproteici. L'attività idrolitica delle sPLA2 libera dalle lipoproteine native o ossidate e dalla superficie delle membrane cellulari lipidi bioattivi e proinfiammatori: acidi grassi non esterificati (NEFA), acido arachidonico, lisofosfolipidi (lisofosfatidilcolina), liso-PAF (liso-platelet acting factor), acidi grassi ossidati (ox-NEFA).

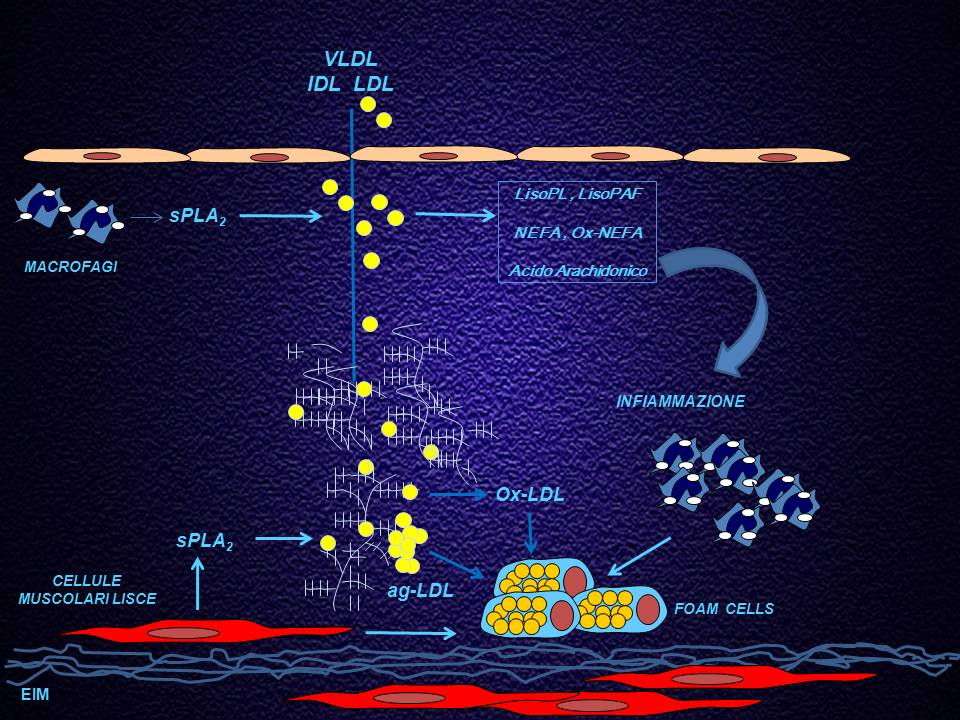
Ruolo delle fosfolipasi secretorie nell’aterogenesi. Le lipoproteine penetrate nell’intima sono idrolizzate dalle fosfolipasi secretorie (sPLA2) con liberazione di lisofosfolipidi (LisoPL) e acidi grassi non esterificati (NEFA). Tali modificazioni facilitano l’aggregazione e l’ossidazione delle lipoproteine e producono metaboliti proinfiammatori. EIM = membrana elastica interna.

#### Aggregazione delle lipoproteine
Nella fase precocissima, i modesti depositi lipoproteici non alterano la struttura dell'intima e non possono essere svelati né con la microscopia ottica ad alta risoluzione, né con il microscopio elettronico, a meno di un'immuno-marcatura delle LDL. Le LDL si possono osservare soltanto con tecniche particolari (freeze-eching). Una volta legate alla matrice extracellulare, le lipoproteine plasmatiche subiscono una serie di modificazioni chimiche ad opera degli enzimi ossidativi, delle proteasi e soprattutto degli enzimi lipolitici e vanno incontro ad aggregazione spontanea (agLDL) sotto la spinta di forze idrofobiche. Le LDL modificate dalle sPLA2 manifestano una maggior affinità per i proteoglicani rispetto alle LDL native, una più spiccata tendenza all'aggregazione e alla fusione, una maggiore suscettibilità alla endocitosi da parte dei macrofagi.
Gli aggregati vengono parzialmente idrolizzati e captati dai macrofagi attraverso una forma particolare di fagocitosi, chiamata da Kruth patocitosi; essa utilizza un sistema di compartimenti tubuliformi intracellulari connessi con la superficie cellulare, dove vengono in contatto con gli aggregati; la patocitosi appare specifica per particelle idrofobiche di grandi dimensioni. Poiché la percentuale di lipoproteine plasmatiche in forma di aggregati è molto elevata (in uno studio variava dal 12% all'80% circa, a seconda che si trattasse di fatty streaks o di ateromi), si ritiene che per la genesi delle foam cells l'importanza delle agLDL sia più rilevante di quella delle ox-LDL monomeriche.

### Ossidazione delle LDL
Le LDL che stazionano a lungo nello spazio subendoteliale subiscono una serie di modificazioni a opera di enzimi e metaboliti (in particolare delle specie reattive dell'ossigeno, o ROS, e dell'azoto, o RNS) prodotti dalle cellule endoteliali, dalle cellule muscolari lisce, dai macrofagi e dai linfociti T.
Inizialmente si ha la perossidazione degli acidi grassi polinsatuti delle LDL, che però interferisce scarsamente con il legame al recettore ApoB100-E (o LDL-R); tali mm-LDL (LDL minimamente ossidate) sono “cavalli di Troia” (Hajjar, 1997), fisicamente simili alle LDL, ma con un carico di macromolecole bioattive che viene introdotto nella cellula con l'endocitosi delle mm-LDL. Nelle fasi successive si generano prodotti lipidici perossidati e prodotti aldeidici (malondialdeide o MDA; 4-idrossinonenale) che possono modificare covalentemente la componente proteica (ApoB100) delle LDL; queste LDL ossidate (ox-LDL) “sabotatori cellulari” non vengono più riconosciute da LDL-R, ma si legano agli scavenger receptors (SR), in particolare a CD36, SR-A, SR-B1 e LOX-1, e ai Toll-Like receptors (TLR). Poiché gli SR non sono soggetti a inibizione a feedback-negativo, le ox-LDL oltre a introdurre nelle cellule macromolecole attive, causano il progressivo accumulo intracellulare di esteri del colesterolo che sono i responsabili della trasformazione in cellule schiumose o foam cells.
L'interazione con i recettori LDL-R, TLR e SR (con la conseguente generazione di messaggeri intracellulari, inclusi ROS) e l'introduzione nella cellula di prodotti ossidati sono la base biochimica dell'azione patogena delle LDL. Le ox-LDL esercitano un'azione citotossica diretta e un'azione mitogena; attivano alcuni fattori di trascrizione (es. il fattore di trascrizione redox-sensibile nuclear factor kB o NF-κB) che inducono l'espressione di geni proinfiammatori e danno l'avvio alla risposta infiammatoria. Nell'endotelio esse inducono l'espressione di molecole adesive per i leucociti (VCAM-1, ICAM-1, E-selectina); stimolano la produzione di sostanze chemiotattiche (che in parte rimangono legate alla superficie endoteliale e in parte sono liberate nel subendotelio); favoriscono la sintesi di fattori di crescita per i monociti/macrofagi e per le cellule muscolari lisce; stimolano la sintesi di PAI-1 (plasminogen activator inhibitor-1) e di Fattore tissutale, promuovendo la coagulazione del sangue; stimolano la produzione di endotelina e inibiscono quella di NO, inibendo la vasodilatazione endotelio-dipendente. Sui macrofagi esercitano un effetto chemiotattico diretto, determinano la trasformazione in cellule schiumose e stimolano la produzione di citochine, fattori di crescita e metalloproteasi. Nelle cellule muscolari lisce inducono la sintesi di MCP-1. Infine le ox-LDL attivano le piastrine e ne provocano l'aggregazione.

#### Radicali liberi e stress ossidativo
Tutti i principali fattori di rischio cardiovascolare (ipercolesterolemia, ipertensione, diabete e fumo) causano, con meccanismi biochimici complessi e non completamente determinati, stress ossidativo e deficit di sintesi di ossido di azoto (NO).
Lo stress ossidativo è una condizione in cui è presente un’eccessiva produzione di specie chimiche reattive dell’ossigeno (ROS), che non può essere neutralizzata dai normali sistemi antiossidanti dell'organismo (superossido dismutasi, glutatione perossidasi, catalasi e altri antiossidanti non enzimatici, come le vitamine C, E e β-carotene).
I ROS includono sia radicali liberi che molecole non radicali. I radicali liberi sono atomi o molecole che contengono almeno un elettrone non appaiato (elettrone dispari, che viene rappresentato graficamente come "•") sugli orbitali esterni e hanno quindi spiccata tendenza sia a formare legami con altre specie chimiche, sia a acquistare o cedere elettroni, così da raggiungere una configurazione elettronica più favorevole dal punto di vista energetico. Per la loro tendenza ad appaiare questi elettroni dispari, i radicali liberi sono altamente reattivi e perciò instabili e di vita media molto breve.
Sono ROS radicali l’ossidrile (•OH), il superossido (O2•–) e l’ossido di azoto (•NO), mentre esempi di ROS non radicali sono l’acido ipocloroso (HOCl), il perossinitrito (ONOO–) e il perossido di idrogeno (H2O2). H2O2, pur non avendo elettroni spaiati, reagisce facilmente con sostanze riducenti per dare radicali •OH, una delle più reattive specie chimiche in vivo, secondo la reazione H2O2 + e  → OH- + •OH; essendo sia lipo- che idrosolubile H2O2 può penetrare facilmente all’interno delle cellule. Anche ONOO- è una fonte di radicali ossidrile, poiché si decompone spontaneamente a pH fisiologico in NO2• e •OH, secondo la reazione ONOO-  + H+→ NO2• + •OH.
I radicali liberi vengono prodotti dalle cellule vasali residenti e da quelle infiammatorie sia in sede intracellulare che in quella extracellulare: nel primo caso essi si comportano da messaggeri intracellulari e modulano la funzionalità cellulare, nel secondo caso agiscono sulle strutture tissutali. Quando la loro produzione eccede la capacità dei sistemi di neutralizzazione, i radicali liberi divengono causa di disfunzione (es. disfunzione endoteliale) e di danno cellulare e tissutale, in quanto essi reagiscono con carboidrati, lipidi, proteine, acidi nucleici (DNA e RNA) alterandone la struttura ed eventualmente la funzione; inoltre la sottrazione o la cessione di un elettrone alle altre molecole vicine trasforma queste in radicali liberi e innesca così reazioni a catena. I ROS posso interagire con le basi degli acidi nucleici, con gli aminoacidi delle proteine e con i doppi legami degli acidi grassi insaturi.
In particolare l'ossidazione di alcuni residui aminoacidici (lisina, arginina, prolina e treonina) determina la carbonilazione delle proteine, cioè la creazione di gruppi CO: il contenuto carbonilico delle proteine è il marker dell'ossidazione proteica più utilizzato. La carbonilazione può alterare la conformazione della proteina e comprometterne la funzione. Gli acidi grassi polinsaturi (PUFA), contenuti nei fosfolipidi delle membrane cellulari e delle lipoproteine plasmatiche depositate nell'intima, sono estremamente suscettibili all'ossidazione a causa della presenza dei doppi legami (legami insaturi). L'ossidazione dei PUFA da parte dei ROS interessa i ponti metilenici (–CH2–) compresi tra due doppi legami (o gruppi metilenici biallilici: ―CH=CH―CH2―CH=CH―) che vengono convertiti in perossidi (lipoperossidi). Alla perossidazione segue la frammentazione dei lipoperossidi in una serie di molecole attive, fra le quali hanno massima importanza alcune aldeidi: malondialdeide (MDA), idrossinonenale (HNE), idrossiesaenale (HHE) e acroleina. Queste possono legarsi covalentemente alle proteine alterandone le funzioni.
I più importanti radicali liberi nella patobiologia dell’aterosclerosi sono le specie reattive dell’ossigeno (ROS), dell’azoto (RNS), del cloro (RCS) e dello zolfo (RSS). I principali sistemi enzimatici che generano i ROS all'interno della parete arteriosa includono: NADPH ossidasi (nicotinamide adenin dinucleotide fosfato ossidasi), xantina ossidasi, catena di trasporto degli elettroni  mitocondriale, nitrossido sintetasi (NOS).

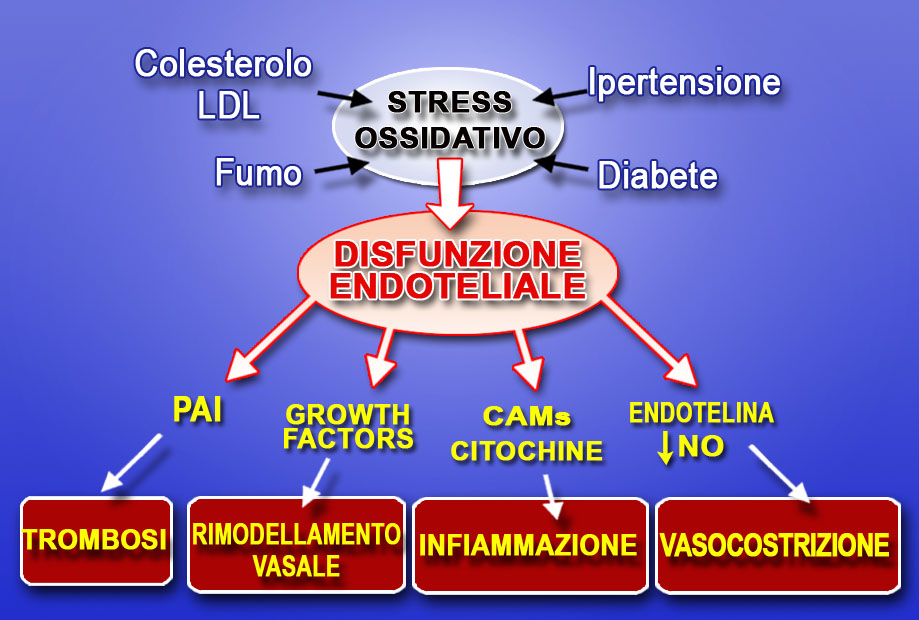
Stress ossidativo nelle cellule endoteliali: fattori causali e conseguenze funzionali

La NADPH ossidasi è un enzima di membrana espresso sia nei macrofagi che nelle cellule vasali residenti (endotelio, muscolo liscio e fibroblasti), la cui funzione è quella di produrre superossido (O2•–) per riduzione dell'ossigeno (O2). Nelle cellule endoteliali lo shear stress oscillatorio (± 3 ~ 5 dyn/cm2) attiva i meccanosensori e stimola l'attività della NADPH ossidasi e la produzione di O2•–. Il conseguente stress ossidativo compromette anche la funzione della NOS, disaccoppiandola dalla produzione di NO e reindirizzandola verso la formazione di O2•–: in condizioni di stress ossidativo si verifica l'ossidazione della tetraidrobiopterina (BH4), cofattore essenziale della NOS che normalmente trasferisce gli elettroni della reazione all'arginina, consentendo la liberazione di NO; in caso di ossidazione della BH4 gli elettroni vengono invece trasferiti a O2 con formazione di O2•–. Gli ioni O2•– interagendo con NO hanno anche il duplice sfavorevole effetto di neutralizzare NO e di generare un'altra RNS: ONOO-; da parte sua il disaccoppiamento della NOS ha la duplice conseguenza di limitare la genesi endoteliale di NO e di potenziare quella di O2•–.
Un'altra fonte di ROS è costituita dalla fosforilazione ossidativa mitocondriale. In condizioni fisiologiche circa 1-3% di O2 è ridotto da un solo elettrone, invece che da due elettroni, durante la catena respiratoria, cosicché viene normalmente liberata una piccola quantità di O2•–, che spontaneamente o per opera della superossido dismutasi (SOD) si converte in H2O2. In condizioni patologiche si instaura un disaccoppiamento della fosforilazione ossidativa e la produzione di O2•– mitocondriale (mtROS) aumenta notevolmente. Le stesse ox-LDL sono capaci di stimolare la liberazione di mtROS.
Una sottopopolazione di macrofagi infiltranti l'intima secerne l'enzima mieloperossidasi (MPO) che utilizza O2•– come substrato per generare acido ipocloroso (HOCl), attraverso la reazione tra H2O2 e ioni Cl-. HOCl a pH fisiologico si dissocia spontaneamente nell'anione ipoclorito (OCl−), un potente ossidante. Fra i numerosi effetti di HOCl vi sono l'apoptosi delle cellule endoteliali, l'ossidazione di LDL e HDL e l'inibizione del trasporto inverso del colesterolo. Quest'ultima azione è la conseguenza dell'ossidazione di residui di tirosina della principale proteina delle HDL: l'ApoA1. La reazione tra LDL e HOCl interessa sia l'ApoB100 che la componente lipidica.

## Foam Cells (cellule schiumose)
Le foam cells delle lesioni aterosclerotiche sono macrofagi e cellule muscolari lisce infarcite di lipidi derivati dalla fagocitosi delle LDL modificate, ed eventualmente provenienti anche da piastrine ed eritrociti dei trombi. L'aspetto schiumoso è provocato dall'estrazione dei lipidi, contenuti nei vacuoli o nelle gocce citoplasmatiche, ad opera dei solventi organici; con la colorazione con oil red O i depositi grassosi vengono evidenziati in rosso.
Le foam cells possono rimuovere le LDL attraverso diversi tipi di endocitosi: 1) endocitosi recettore-dipendente, che utilizza il recettore LDL-R ed è esclusiva per le LDL native e le mm-LDL; 2) fagocitosi, che si serve dei recettori spazzini o scavenger receptors (SR) e rimuove le LDL modificate; 3) pinocitosi ( e macropinocitosi) o endocitosi in fase fluida, che acquisisce dall'esterno piccole quantità di liquidi insieme alle particelle di soluto presenti (Ag-LDL); 4) patocitosi, che impiega la rete di tubuli descritta sopra.

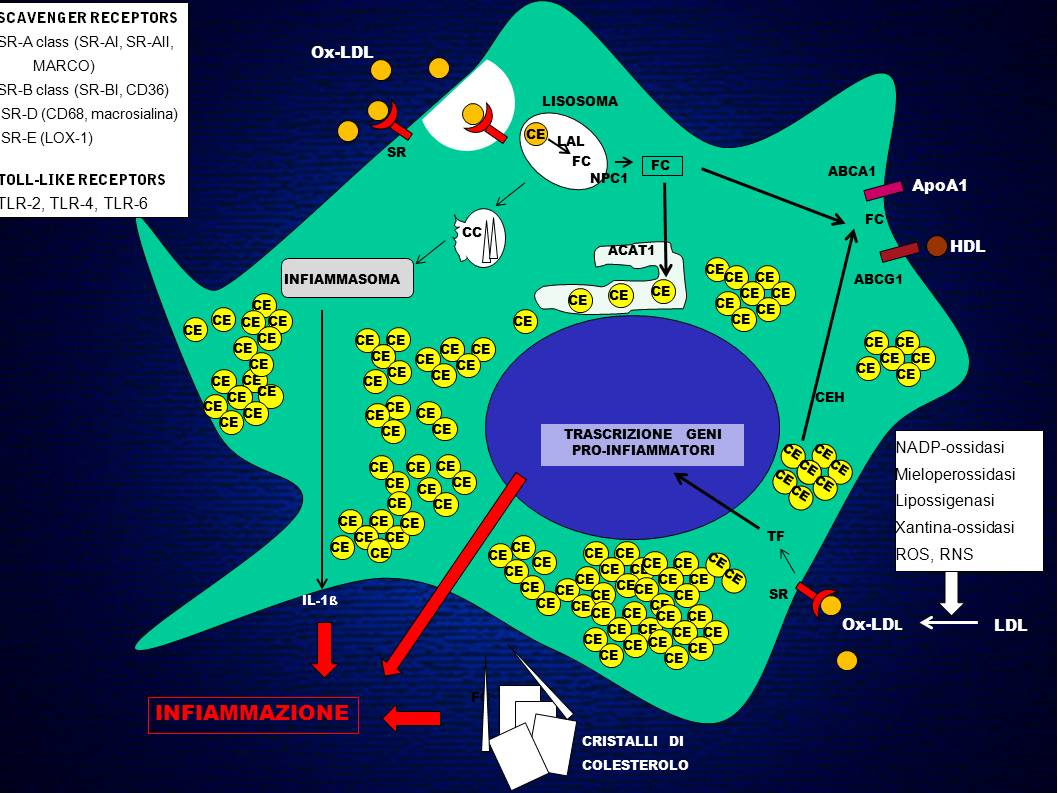
Foam cell. ACAT-1, acil-coenzima A-colesterol-aciltrasferasi; CC, cristalli di colesterolo; CE, colesterolo esterificato; CEH, idrolasi esteri del colesterolo; FC, colesterolo non esterificato; LAL, Lipasi acida lisosomiale; NPC-1, proteina Niemann-Pick tipo C1; SR, recettori scavenger; TF, fattori di trascrizione.

L'endocitosi mediata da LDL-R è soggetta a feed-back negativo e pertanto l'assunzione di LDL native non influisce sulla formazione delle foam cells: quando la concentrazione intracellulare di colesterolo libero diviene eccessiva, la sintesi di LDL-R viene inibita e così l'endocitosi delle LDl native si arresta. Negli studi in vitro non è, infatti, di solito possibile provocare la formazione di foam cells con l'esposizione alle LDL native (anche se esse possono essere captate con la pinocitosi). Al contrario la fagocitosi delle ox-LDL tramite SR non è soggetta ad alcun controllo, per cui questa è la via maestra per la genesi delle foam cells: l'80-90% della fagocitosi delle ox-LDL è effettuata dagli scavenger receptors SR-A1 e CD36 (fatty acid translocase). Le ox-LDL contengono "profili molecolari associati al danno" (Damage Associated Molecular Patterns o DAMP) che vengono riconosciuti dai recettori Toll-Like 2 e 4 (TLR). Le mm-LDL si legano sia a LDL-R che a TLR-4. Il legame mm-LDL con TLR-4 stimola la macropinocitosi e contribuisce significativamente alla genesi delle foam cells.
Le vescicole generate dall'endocitosi riversano il loro contenuto nei lisosomi, dove le idrolasi acide lisosomiali (lipasi acida lisosomiale, LAL) degradano le LDL; gli esteri del colesterolo sono idrolizzati in acidi grassi e colesterolo libero. Le ag-LDL possono essere idrolizzate direttamente in ambiente extracellulare per la secrezione degli enzimi lisosomiali; il fenomeno è stato indicato come sinapsi lisosomiale. Il colesterolo libero può quindi seguire due distinte vie metaboliche. Nella prima, esso si localizza nella membrana plasmatica per essere ceduto alle HDL. Questa via di efflusso richiede la partecipazione di alcuni recettori: ABCA1, che cede il colesterolo alle apoA1 libere, oppure ABCG1 e SR-B1, che utilizzano come accettori le HDL; in questo modo è impedito che i macrofagi vengano sovraccaricati di colesterolo. In alternativa, il colesterolo libero può essere accumulato nella cellula in forma di esteri inerti. In questo caso il colesterolo libero entra nel reticolo endoplasmatico, nel quale viene riesterificato, ad opera dell'enzima Acil-coenzima A:colesterol-aciltransferasi‐1 (ACAT1), in esteri del colesterolo che vengono immagazzinati nel citoplasma come gocce lipidiche: dal loro accumulo si formano le foam cells. Il colesterolo di deposito può essere parzialmente rimosso grazie all'intervento dell'enzima CEH (cholesteryl ester hydrolase) che idrolizza gli esteri del colesterolo in colesterolo libero, che può essere poi ceduto poi alle HDL.
Come detto sopra, l'interazione LDL modificate-recettori dà l'avvio alla produzione di numerose molecole pro-infiammatorie, radicali liberi dell'ossigeno e dell'azoto (ROS e RNS) e enzimi proteolitici (metalloproteasi); queste ultime indeboliscono la cappa fibrosa dell'ateroma e ne favoriscono l'ulcerazione. Infine, l'eccesso di colesterolo libero ha un effetto citotossico: la sua concentrazione nelle membrane cellulari altera la funzione di enzimi e recettori; nel reticolo endoplasmatico puo’ attivare la risposta UPR (uncoupled protein response) che conduce all apoptosi della cellula; la cristallizzazione intracellulare del colesterolo determina danni meccanici delle membrane e infiammazione: la rottura dei lisosomi comporta l'attivazione degli infiammasomi, complessi multiproteici che producono interleuchina 1β (IL1β).

## Formazione dei depositi lipidici
Complesse ricerche con tecniche sofisticate, come la spettroscopia a risonanza magnetica (MRS), si sono occupate delle caratteristiche fisico-chimiche dei lipidi della placca, con particolare attenzione verso i punti di fusione liquido cristallino-liquido e le separazioni di fase tra colesterolo libero, colesterolo esterificato (circa il 50% dei lipidi della placca) e fosfolipidi., Nella fase liquida le molecole hanno una disposizione totalmente disordinata e possiedono la più alta libertà di movimento; allo stato liquido-cristallino le molecole hanno una disposizione ordinata, ma mantengono una certa libertà di movimento; nella fase cristallina le molecole sono rigidamente ordinate e immobili. La fase in cui si trovano le molecole lipidiche dipende (oltre che da concentrazione, temperatura, pressione e pH) dalla loro struttura, in particolare dalla lunghezza degli acidi grassi e dalla rigida struttura policiclica del colesterolo, e dalla formazione di legami intermolecolari che limitano i movimenti (vedi voci Membrana cellulare e Fosfolipide).

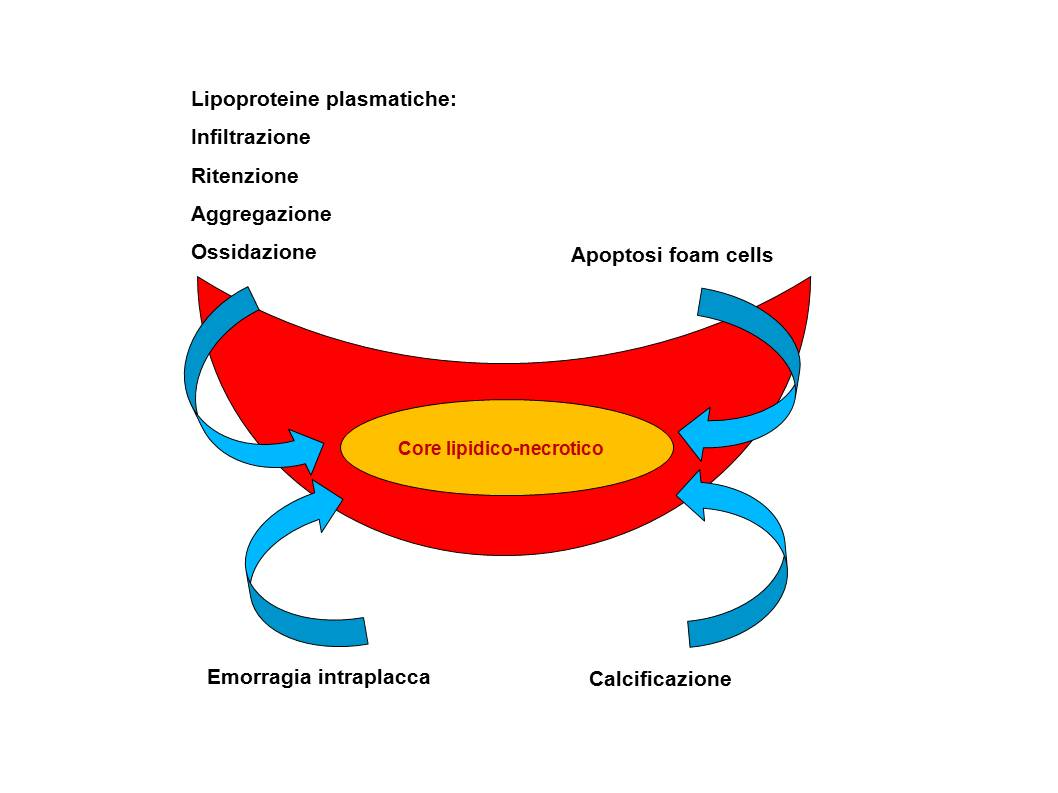
Schema di formazione del core necrotico-lipidico dell'ateroma.

I lipidi del core della placca si trovano nelle fasi cristallina (cristalli di colesterolo monoidrato o libero), liquido-cristallina (vescicole multilamellari di colesterolo libero-fosfolipidi) e liquida (gocce di colesterolo esteificato).
I cristalli di colesterolo possono avere un'origine sia intra- che extra-cellulare. I cristalli extracellulari di colesterolo attivano il complemento, che ne determina l'opsonizzazione e ne consente la fagocitosi dai macrofagi tramite il relativo recettore CR3. I cristalli di colesterolo sono in grado di indurre la sintesi di citochine proinfiammatorie da parte dei macrofagi che li fagocitano, di causare danni delle membrane lisosomiali e necrosi delle foam cells; inoltre con il passaggio dalla fase fluida a quella cristallina provocano un aumento di volume del core e danneggiano meccanicamente la cappa fibrosa, arrivando anche a perforarla.
Alla formazione del core delle lesioni aterosclerotiche avanzate concorrono i detriti (lipidi e proteine) delle cellule schiumose apoptosiche e dei globuli rossi stravasati in caso di emorragie intraplacca (vedi Aterosclerosi). Insieme a una cappa fibrosa sottile (<65 µm), alle microcalcificazioni, all'infiltrazione macrofagica e alle emorragie intraplacca, un core lipidico voluminoso (>40% del volume della placca) costituisce uno dei fattori di rischio di rottura degli ateromi.

## Calcificazione
Frequentemente si rinvengono aree di calcificazione che possono presentarsi in forma di granuli (microcalcificazioni o spotty calcifications) o, meno spesso, di macrocalcificazioni (lamellar calcifications) con l'aspetto di scaglie dure e friabili o di schegge acuminate o, talora, di vere e proprie aree di ossificazione (vedi Aterosclerosi).
Responsabili della calcificazione (precipitazione di fosfato di calcio nell'intima in forma di cristalli di idrossiapatite) sembrano essere sia le vescicole apoptosiche derivate dalla necrosi delle foam cells (la cui membrana ricca di fosfolipidi permette la nucleazione dell'apatite), sia le cellule muscolari lisce, cellule capaci di pluripotenzialità morfologica e funzionale, tanto da poter acquisire un fenotipo fibroblastico e anche simil-osteoblastico, esprimendo markers della linea osteoblastica (fosfatasi alcalina, osteocalcina, osteopontina, Runx2 e Cbfa-1). Sembrerebbe essere in causa una specifica sottopopolazione di cellule muscolari lisce della media indicata come "cellule vascolari calcificanti". Sotto la spinta di numerosi stimoli (LDL modificate, citochine, stress ossidativo) dalle cellule muscolari lisce si distaccano per gemmazione, come nel caso degli osteoblasti, vacuoli (vescicole della matrice) capaci di accumulare al loro interno calcio fino alla formazione dei primi cristalli di idrossiapatite di calcio. Questi cristalli intravacuolari liberati in sede extracellulare costituirebbero il primo nucleo per la crescita dei cristalli, bypassando il controllo dei naturali inibitori della mineralizzazione (fetuina-A, proteina della matrice GIa o MPG).